# Fanatismo religioso
Il fanatismo religioso, nell'ambito dell'adesione a un particolare credo o sistema di credenze, è l'atteggiamento di chi vi si riconosce e si identifica in maniera particolarmente esasperata, in modo da giungere «ad eccessi e alla più rigida intolleranza nei confronti di chi sostenga idee diverse».
L'etimologia della parola fanatismo – porta al latino «fanaticum, "ispirato da una divinità, invasato da estro divino", derivato di fanum "tempio", voce da avvicinare a fas "diritto sacro"». Dall'etimologia appare evidente che caratteristica del fanatismo è una vena di follia, accompagnata o addirittura causata però da una credenza autentica e sincera, perché la credenza o meglio fede in una divinità che sia ispirata anzi instillata dalla divinità stessa.

## Descrizione del fenomeno
La classificazione di fatti e persone sotto la categoria del fanatismo religioso è però un'operazione intrinsecamente controversa, poiché l'appellativo di "fanatico" implica un giudizio (negativo) quasi inevitabilmente soggettivo o comunque relativo, dipendendo dal contesto storico e culturale: le norme e la morale comunemente accettate da una società sono in genere mutuate o contrattate con le principali religioni che hanno influito su quella stessa determinata società, per cui, a seconda dei contesti storici e geografici, e secondo il punto di vista di una morale o religione dominante, potrebbe essere considerato un fanatico colui che non lo è in un altro contesto sociale e religioso.
I frequenti contatti fra le varie culture e religioni in un periodo di globalizzazione, piuttosto che uniformare il "senso comune", paiono incrementare le occasioni di attrito fra i vari punti di vista.
Non è tuttavia impossibile limitare l'arbitrarietà del giudizio di fanatismo. A questo scopo, è opportuno concentrarsi sulla sua definizione come sopra riportata: il concetto di fanatismo di per sé non chiama in causa il contenuto della credenza (che anzi etimologicamente è indiscutibile perché proveniente dalla divinità e in armonia col fas, "diritto sacro"), ma piuttosto il metodo della sua applicazione, che è da "invasato", cioè caratterizzato da comportamenti folli o esagerati ed irrazionali. Per oggettivare il giudizio di fanatismo occorre perciò prima di tutto prescindere da una valutazione del principio attuato "fanaticamente". Così facendo, si può ad esempio notare che può comportarsi da fanatico anche chi applica un principio in maniera tanto esasperata da contraddirlo, cioè con delle conseguenze opposte all'obiettivo. Inoltre, sempre a partire dalla definizione, perché un comportamento sia classificato come fanatico è necessario che derivi da una credenza sincera, altrimenti non sarà fanatico, bensì strumentale.
Si può prendere come esempio il fenomeno storico della guerra santa, e in particolare delle crociate: che nella misura in cui erano determinate da motivi extra-religiosi, ad esempio di tipo meramente commerciale, erano appunto strumentali. Ad esempio, la quarta crociata si concluse con la conquista e il saccheggio di Costantinopoli: se si assume che questo fosse fin dall'inizio l'obiettivo dei suoi capi, risulta difficile classificare questi come fanatici, e infatti secondo il principio appena esposto sono esclusi da questa categorizzazione; fanatici potrebbero semmai essere considerati i soldati semplici che, ignari della natura strumentale della crociata, fossero realmente convinti della sua giustezza e della necessità di sterminare gli infedeli.
Tuttavia, la restrizione del giudizio di fanatismo all'applicazione di un principio dato appare eccessivamente limitante: infatti, a partire da un libro sacro sono sempre possibili molte interpretazioni, e in generale tutti i principi e le affermazioni possono assumere un valore differente a seconda del contesto storico e culturale e del metodo ermeneutico.
La questione dell'interpretazione del significato e del valore dei testi sacri (esegesi) chiama in causa il fondamentalismo e l'integralismo: si può dire che il fanatismo religioso derivi dall'unione di fondamentalismo e integralismo, cioè dal connubio tra la rigida e dogmatica interpretazione dei testi sacri intollerante di posizioni diverse – propria del primo – e la volontà di fare della derivante ideologia religiosa l'unica ispiratrice della vita sociale e politica (altrui) – come nel secondo, nell'accezione leggermente estensiva –.
Nell'uso comune, anche se improprio, tutti e tre i termini spesso finiscono per sovrapporsi e confondersi, essendo accomunati dall'attribuzione di un valore intrinsecamente e invariabilmente negativo.

## Le varie posizioni religiose
Varie sono le posizioni che sono state delineate dalle diverse fedi religiose che nel numero di fedeli e per estensione territoriale su diversi Stati interessano il formarsi dell'atteggiamento prevalente della coscienza collettiva.

### Induismo
L' Induismo, le cui formulazioni sono state tramandate oralmente (metà del II millennio sino a metà del I millennio a. C.) sino alla loro redazione nella forma scritta (sec. IV d. C.), presenta una concezione della guerra che tuttora è rintracciabile nelle filosofie moderne. Per l'Induismo la guerra è un evento naturale inevitabile e quindi esso viene interpretato come una parte importante della vita dell'uomo e del suo destino (saṃsāra) a cui l'uomo non può sfuggire. Il ciclo delle rinascite e delle sofferenze si può solo rompere con un insieme di vite e reincarnazioni guidate alla ascesi dell'uomo secondo i principi morali ed etici fissati dalla Divinità (Bhagavadgītā 12, 13-20). Il Buddismo (IV secolo a.C.) partendo dalla stessa concezione dell'Induismo, pone il problema non solo della vita moralmente indirizzata del credente come per l'Induismo ma lo invita, attraverso una lunga via di purificazione, a raggiungere la condizione di aimsha.

### Ahimsa
L'ahimsa è una situazione complessiva in cui il credente, rifiutando l'uso della violenza come strumento per il superamento della violenza posta in essere dagli altri, è pronto a soffrire, personalmente nella sua carne, per far prevalere la giustizia in cui crede. Grande e mirabile è quindi su questa linea l'insegnamento di Mohandas K. Gandhi, che non solo ha teorizzato la non violenza ma anche i valori internazionali per cui la non violenza può diventare una corretta prassi degli Stati che nella Comunità internazionale ripudiano la guerra.

### Ebraismo
L'ebraismo, forte della promessa di Dio ai padri, non ha una teoria di ripudio della guerra. Anzi, nei libri storici della Bibbia sono narrate le imprese del popolo di Israele, che per mezzo del conflitto armato, ha ottenuto la Terra promessa. Il Cristianesimo da parte sua ha elaborato una teoria della guerra giusta, proprio per poter condannare le guerre di aggressione e giustificare le guerre di difesa. Il Papato medievale cercò di frenare le guerre di conquista, ma vide naufragare la sua politica all'indomani della scoperta dell'America, per il prevalere del nuovo concetto umanista che in guerra tutto è permesso (Nicolò Machiavelli, Thomas More, Erasmo da Rotterdam). Dal Rinascimento sino alla fine del XX secolo, questo concetto unito a quello che la guerra deve essere combattuta scientificamente si contrappose una posizione pacifista di ripudio della guerra. Questa ultima dopo la scoperta della Shoah ebraica e l'uso della Bomba atomica ha posto in modo non più ineludibile in problema del superamento della guerra come strumento per la risoluzione delle controversie internazionali. A questa posizione sono collegati i vari pensatori che hanno profuso le loro migliori energie contro la guerra. L' Islam, da parte sua, aderisce alla concezione della inevitabilità della guerra. Però nel Sacro Corano si trovano solo riferimenti al concetto di guerra concepita come guerra di difesa e per il reintegro delle precedenti situazioni. Nelle sue Sure non si fa menzione di guerra di aggressione (Il Corano 2, 190-195, 22, 39-41).
A questa esposizione manca però una ricostruzione che diventa doverosa. Se partiamo dal fatto che le religioni (in quanto fenomeni sociali) sono delle realtà che hanno una loro parabola di vita, per cui alcune religioni antiche si sono estinte, mentre altre successive si sono insediate nella cultura del mondo, esse presentano però dei caratteri comuni, che specialmente in quelle a più lunga longevità, vengono accentuati. Queste religioni riconoscono a Dio la creazione del Mondo e anche dell'uomo, con la sua duplice natura di essere emanazione di Dio ma anche incline al male. Nella vita di ogni uomo o donna ci sono azioni buone e azioni cattive, perché, ammessa la sua libertà di scelta, è certa la sua grande difficoltà nel distinguerle e nel definire il perimetro del male nella sua esistenza. Tutte le Religioni poi, per mezzo delle loro tradizioni, ricordano come Dio abbia fatto un nuovo patto con l'umanità dopo il Diluvio Universale dove persone scelte da lui erano state preservate dalla morte per fondare una nuova umanità.
Il patto conteneva due precetti che tuttora sono presenti in tutte le Religioni: riconoscere Dio come il Dio creatore da parte dell'uomo e a lui rendere il culto dovuto e non praticare la uccisione degli altri uomini. Questo ultimo precetto diventa poi nelle tradizioni delle varie Religioni il cardine che ci interessa ai fini della presente esposizione. Si tratta di un precetto assoluto che esclude anche la sua superabilità nel caso della guerra e che viene ribadito in tutti i sacri testi delle varie religioni. Per l'Ebraismo e per il Cristianesimo esso è contenuto nei Comandamenti. Per l'Induismo, nonostante l'interpretazione della guerra, come stato di impossibilità di scelta del singolo, esso espone nei precetti da attuare nel praticare la pace e la non violenza (Bhagavadgītā 12, 13-20). Il Buddismo, accettando il suo impegno missionario esplicito per il resto del Mondo, dopo il Congresso in Sri Lanka (1950), indicò come uno dei punti principali della predicazione il combattere il fanatismo e la guerra. Due sono le risultanze di questa esposizione. Per le religioni del Libro (Ebraismo, Cristianesimo, Islam) la pace per il genere umano è dono di Dio e accompagna la venuta del Regno di Dio. Per la realizzazione di questo risultato storico, gli uomini sono invitati a porre in essere tutti gli sforzi spirituali e materiali far in modo che Dio realizzi questa sua promessa. Indipendentemente dalla fede nella venuta del Messia che caratterizza l'Ebraismo, oppure la realizzazione del Regno di Dio per il Cristianesimo, questa prospettiva di libertà e di fede è contenuta nei Profeti a cui tutte le tre Religioni danno una grande importanza perché sono una testimonianza sul potere dei credenti di operare per la realizzazione di un ordinamento del mondo senza guerra (Isaia 2,4; Michea 4,1-3; Zaccaria 9,9-10, Osea 2,20).
Se si aggiunge, poi, la concezione che tutti gli uomini sono fra loro fratelli diventa inevitabile costruire una nuova impostazione della comunità umana sul fondamento della pace. Nessuna religione ha a suo fondamento la dottrina dell'odio e non può praticare la politica della morte e della distruzione. In conclusione deve essere evidenziato il fatto che sia per il bene sia per il male la religione e le sue istituzioni non possono essere al servizio dello Stato. Purtroppo dall'Impero di Costantino per l'Occidente sino alla fine del XX secolo, innumerevoli sono stati i tentativi, talvolta riusciti altre volte no, in cui il potere politico ha ottenuto l'appoggio incondizionato delle istituzioni religiose. In questo caso la religione interessata è stata, sicuramente, asservita alla Ragion di Stato, ha perso la sua vocazione universale e ha tradito la sua vocazione principale di portare avanti l'affermazione della pace fra gli uomini. Questo fenomeno non è stato solo relegato all'Europa e alla Civiltà Occidentale, ma ha interessato tutti i continenti e tutte le altre religioni. Si pensi al Buddismo giapponese, che fu costretto a giustificare i soldati di quella religione coinvolti dallo Stato nipponico nella Seconda Guerra Mondiale. Eppure l'India ha dato un grande esempio di buon governo dopo la conversione del Re Asoka al Buddismo.

## Dati sulla diffusione
Secondo l'ONU, vari fattori presenti in molte nazioni del mondo, tra questi il fanatismo religioso, il razzismo, l'intolleranza e la xenofobia, stanno mettendo a repentaglio alcuni dei diritti fondamentali espressi dalla Carta dell'ONU sui diritti fondamentali dell'uomo, che nei precedenti decenni era stato molto arduo raggiungere.
Tra le principali vittime di discriminazione dovuta anche al fanatismo religioso (che viene citato dall'ONU senza darne una definizione), le donne.

## Filmografia
- Magdalene (The Magdalene Sisters), film del 2002 di Peter Mullan, sui collegi per ragazze-madri cattoliche (con figli fuori dal matrimonio) in Irlanda.
- Submission, cortometraggio del 2004 di Theo van Gogh, sulle donne maltrattate in famiglie musulmane.
- Agora, film del 2009 di Alejandro Amenábar, sulla storia della filosofa e matematica Ipazia di Alessandria.
- Il destino, film del 1997 di Yusuf Shahin, sulla storia dell'esilio del filosofo e matematico musulmano Averroè durante l'ondata di fanatismo almhoade che si diffuse nell'al-Andalus nel XII sec.